# ميشيل ناكا بيرس
ميشيل ناكا بيرس (بالإنجليزية: Michelle Naka Pierce)‏ (1968)؛ كاتِبة وشاعرة أمريكية.